# Now, There Was a Song!
Now, There Was a Song! – dziewiąty album muzyka country Johnny’ego Casha zawierający piosenki Ernesta Tubba, Hanka Williamsa i George’a Jonesa. Został wydany w 1960 przez wytwórnię Columbia Records.

## Lista utworów
| 1.  | "Seasons of My Heart" (Darrell Edwards, George Jones)     | 2:29  |
|     |                                                           |       |
| 2.  | "I Feel Better All Over" (Kenney Rogers, Leon Smith)      | 2:03  |
|     |                                                           |       |
| 3.  | "I Couldn’t Keep from Crying" (Marty Robbins)             | 2:08  |
|     |                                                           |       |
| 4.  | "Time Changes Everything" (Tommy Duncan)                  | 1:49  |
|     |                                                           |       |
| 5.  | "My Shoes Keep Walking Back to You" (Les Ross, Bob Wills) | 2:06  |
|     |                                                           |       |
| 6.  | "I'd Just Be Fool Enough (To Fall)" (Melvin Endsley)      | 2:05  |
|     |                                                           |       |
| 7.  | "Transfusion Blues" (Roy Hogsed)                          | 2:32  |
|     |                                                           |       |
| 8.  | "Why Do You Punish Me (For Loving You)" (Erwin King)      | 2:18  |
|     |                                                           |       |
| 9.  | "I Will Miss You When You Go" (Baby Stewart, Tubb)        | 2:01  |
|     |                                                           |       |
| 10. | "I’m So Lonesome I Could Cry" (Williams)                  | 2:38  |
|     |                                                           |       |
| 11. | "Just One More" (Jones)                                   | 2:12  |
|     |                                                           |       |
| 12. | "Honky Tonk Girl" (Chuck Harding, Hank Thompson)          | 1:58  |
|     |                                                           |       |
|     |                                                           | 26:19 |
|     |                                                           |       |

## Twórcy
- Johnny Cash – główny wykonawca, śpiew
- Luther Perkins – gitara prowadząca
- Johnny Western – gitara rytmiczna
- Don Helms – gitara stalowa
- Marshall Grant – gitara basowa
- Buddy Harman – bębny
- Gordon Terry – skrzypce
- Floyd Cramer – fortepian

## Notowania na listach przebojów
Single – Billboard (Ameryka Północna)
| Rok  | Singel                | Kategoria      | Pozycja |
| ---- | --------------------- | -------------- | ------- |
| 1960 | "Seasons of My Heart" | Single country | 10      |